# Renate Neumüllers-Klauser
Renate Neumüllers-Klauser (* 25. Mai 1925 in Bad Liebenwerda; † 2014) war eine deutsche Historikerin, die sich schwerpunktmäßig der Erforschung mittelalterlicher und frühneuzeitlicher Inschriften widmete.
Neumüllers-Klauser studierte an der Julius-Maximilians-Universität Würzburg Geschichte und wurde dort 1953 promoviert. Anschließend nahm sie 1955 eine Stelle an der Heidelberger Akademie der Wissenschaften an, wo sie in der Arbeitsstelle für die Erstellung des Deutschen Rechtswörterbuches tätig war. 1963 heiratete sie Herbert Neumüllers. Im selben Jahr wechselte sie innerhalb der Heidelberger Akademie an die Forschungsstelle für das Projekt Die Deutschen Inschriften. Dort blieb sie für ihr restliches Berufsleben tätig und bearbeitete mehrere Bände des Publikationsunternehmens. Noch in den 1960er Jahren wurde sie zur Leiterin der Forschungsstelle ernannt.
Ab 1980 hatte Neumüllers-Klauser einen Lehrauftrag am Historischen Seminar der Ruprecht-Karls-Universität Heidelberg. Der Ministerpräsident des Landes Baden-Württemberg verlieh ihr den Ehrentitel Professor. Im Jahr 1990 trat sie in den Ruhestand. 1993 wurde sie mit dem Schillerpreis der Stadt Marbach am Neckar ausgezeichnet.

## Schriften
- Der Heinrichs- und Kunigundenkult im mittelalterlichen Bistum Bamberg. Historischer Verein, Bamberg 1957, DOI:10.11588/diglit.60186.
- Die Inschriften der Stadt und des Landkreises Heidelberg (= Die Deutschen Inschriften. Band 12. Heidelberger Reihe. Band 4). Alfred Druckenmüller, Stuttgart 1970, DOI:10.11588/diglit.52965.
- Heidelberg, St. Vitus (= Kunstführer. Nummer 988). Schnell und Steiner, München/Zürich 1973 (2., veränderte Auflage unter dem Titel St. Vitus, Heidelberg-Handschuhsheim. Schnell und Steiner, Regensburg 2001, ISBN 3-7954-4725-9).
- Die Inschriften des Rhein-Neckar-Kreises (2). Ehemaliger Landkreis Mannheim, ehemaliger Landkreis Sinsheim (nördlicher Teil) (= Die Deutschen Inschriften. Band 16. Heidelberger Reihe. Band 6). Alfred Druckenmüller, München 1977, DOI:10.11588/diglit.52967.
- mit Dieter Geuenich und Karl Schmid: Die Altarplatte von Reichenau-Niederzell (= Monumenta Germaniae Historica: Libri memoriales et necrologia, Nova series. Band 1, Supplementum). Hahnsche Buchhandlung, Hannover 1983.
- Die Inschriften des Enzkreises bis 1650 (= Die Deutschen Inschriften. Band 22. Heidelberger Reihe. Band 8). Alfred Druckenmüller, München 1983, ISBN 3-7608-9471-2.
- als Herausgeber: Vom Quellenwert der Inschriften. Vorträge und Berichte der Fachtagung Esslingen 1990 (= Sitzungsberichte der Heidelberger Akademie der Wissenschaften, Philosophisch-Historische Klasse. Supplemente, Band 7). Winter, Heidelberg 1992, ISBN 3-533-04539-0.
- Die Inschriften des Landkreises Calw (= Die Deutschen Inschriften. Band 30. Heidelberger Reihe. Band 10). Reichert, Wiesbaden 1992, ISBN 3-88226-512-4.
- als Herausgeber: Res medii aevi. Kleines Lexikon der Mittelalterkunde. Harrassowitz, Wiesbaden 1999, ISBN 3-447-03778-4.